# Герб Целинного района (Курганская область)
Герб Целинного района Курганской области Российской Федерации — опознавательно-правовой знак, служащий официальным символом Целинного района Курганской области.
Флаг утверждён решением Целинной районной Думы от 16 марта 2016 года № 330.

## Описание
В зелёном и червлёном, рассеченном и опрокинуто-стропильно разбитом без числа, поле два золотых пшеничных колоса.

## Символика
Червлёный (красный) цвет поля повторяет цвет поля российского герба.
Изумрудный (зеленый) цвет поля повторяет цвет поля герба Курганской области.
Опрокинутые красно-зеленые стропила символизируют причастность к государственной границе и раскрывают историю образования района, массовое заселение которого началось с момента укрепления границы Российской империи на данном участке территории.
Хлебные колосья показывают что основой экономического развития района является сельское хозяйство. Кроме того символизирует трудолюбие населения и богатство урожая, которыми всегда славился Целинный район.

## Герб 2015 года
Решением Целинной районной Думы от 10 сентября 2015 года № 294 был утверждён герб Целинного района: на скошенном слева вверху изумрудном (зеленом) а справа внизу лазоревом (голубом) поле щита, по центру расположен пограничный столб с чередующимися полосами красного и светло-зеленого цветов. Слева и справа от основания столба к его вершине поднимаются два хлебных колоса желтого цвета.

### Обоснование символики герба 2015 года
Изумрудный (зеленый) цвет щита повторяет цвет на флаге Курганской области. Кроме этого символизирует богатые сенокосные угодья и заливные луга. 
Лазоревый (голубой) цвет щита символизирует реки Уй и Тобол, вдоль берегов которых был образован Целинный район.
Пограничный столб раскрывает историю образования района, массовое заселение которого началось с момента укрепления границы Российской империи на данном участке территории.
Хлебные колосья показывают, что основой экономического развития района является сельское хозяйство. Кроме того символизирует трудолюбие населения и богатство урожая, которыми всегда славился Целинный район.